# Trouville-la-Haule
Trouville-la-Haule – miejscowość i gmina we Francji, w regionie Normandia, w departamencie Eure. Przez miejscowość przepływa Sekwana. 
Według danych na rok 1990 gminę zamieszkiwało 676 osób, a gęstość zaludnienia wynosiła 55 osób/km² (wśród 1421 gmin Górnej Normandii Trouville-la-Haule plasuje się na 354. miejscu pod względem liczby ludności, natomiast pod względem powierzchni na miejscu 233.).